# Episodi di Studio One (prima stagione)
La prima stagione della serie televisiva Studio One è andata in onda negli Stati Uniti dal 7 novembre 1948 al 29 giugno 1949 sulla CBS.
| nº | Titolo originale        | Prima TV USA     |
| -- | ----------------------- | ---------------- |
| 1  | The Storm               | 7 novembre 1948  |
| 2  | Let Me Do the Talking   | 26 novembre 1948 |
| 3  | The Medium              | 12 dicembre 1948 |
| 4  | Not So Long Ago         | 26 dicembre 1948 |
| 5  | The Outward Room        | 9 gennaio 1949   |
| 6  | Blind Alley             | 30 gennaio 1949  |
| 7  | Holiday                 | 20 febbraio 1949 |
| 8  | Julius Caesar           | 6 marzo 1949     |
| 9  | Berkeley Square         | 20 marzo 1949    |
| 10 | Redemption              | 3 aprile 1949    |
| 11 | Moment of Truth         | 17 aprile 1949   |
| 12 | Julius Caesar           | 1º maggio 1949   |
| 13 | The Glass Key           | 11 maggio 1949   |
| 14 | Shadow and Substance    | 18 maggio 1949   |
| 15 | Flowers from a Stranger | 25 maggio 1949   |
| 16 | The Dybbuk              | 1º giugno 1949   |
| 17 | Boy Meets Girl          | 8 giugno 1949    |
| 18 | Smoke                   | 15 giugno 1949   |
| 19 | June Moon               | 22 giugno 1949   |
| 20 | The Shadowy Third       | 29 giugno 1949   |

## The Storm
- Diretto da:
- Scritto da:

### Trama
- Interpreti: Margaret Sullavan (Janet Willsom), Dean Jagger (Ben Willsom), John Forsythe, Ross Martin, Betty Furness (se stessa - annunciatrice sponsor)

## Let Me Do the Talking
- Diretto da:
- Scritto da:

### Trama
- Interpreti: John Conte (Gabriel), Susan Douglas Rubes, Betty Furness (se stessa - annunciatrice sponsor)

## The Medium
- Diretto da:
- Scritto da:

### Trama
- Interpreti: Marie Powers (Madame Flora), Lois Hunt (Monica), Leopoldo Savona (Toby), Beverly Dame (Mrs. Gobineau), Joseph Bell (Mr. Gobineau), Catherine Mastice (Mrs. Nolan)

## Not So Long Ago
- Diretto da:
- Scritto da:

### Trama
- Interpreti: Katharine Bard, Karl Weber, Jerome Thor, Betty Furness (se stessa - annunciatrice sponsor)

## The Outward Room
- Diretto da:
- Scritto da:

### Trama
- Interpreti: Ruth Ford, Bramwell Fletcher, John Forsythe, Charlton Heston, Betty Furness (se stessa - annunciatrice sponsor)

## Blind Alley
- Diretto da:
- Scritto da:

### Trama
- Interpreti: Jerome Thor, Bramwell Fletcher, Jean Carson, Betty Furness (se stessa - annunciatrice sponsor)

## Holiday
- Diretto da:
- Scritto da:

### Trama
- Interpreti: Valerie Bettis (Julia), Betty Furness (se stessa - annunciatrice sponsor)

## Julius Caesar
- Diretto da:
- Scritto da:

### Trama
- Interpreti: William Post Jr. (Julius Caesar), Robert Keith (Brutus), Joseph Silver (Decius), Vaughn Taylor (Casca), Emmett Rogers (Metellus), John O'Shaughnessy (Cassius), Philip Bourneuf (Marc Antony), Ruth Ford (Calpurnia), Betty Furness (se stessa - annunciatrice sponsor)

## Berkeley Square
- Diretto da:
- Scritto da:

### Trama
- Interpreti: William Prince (Peter Standish), Leueen MacGrath (Helen Pettigrew), Leslie Woods (Tom Pettigrew), Betty Furness (se stessa - annunciatrice sponsor)

## Redemption
- Diretto da:
- Scritto da:

### Trama
- Interpreti: Richard Hart (Fedya), Joan Wetmore (Lisa), Betty Furness (se stessa - annunciatrice sponsor)

## Moment of Truth
- Diretto da:
- Scritto da:

### Trama
- Interpreti: Leo G. Carroll, Betty Furness (se stessa - annunciatrice sponsor)

## Julius Caesar
- Diretto da:
- Scritto da:

### Trama
- Interpreti: William Post Jr. (Julius Caesar), Robert Keith (Brutus), Richard Hart (Marc Antony), Betty Furness (se stessa - annunciatrice sponsor)

## The Glass Key
- Diretto da:
- Scritto da:

### Trama
- Interpreti: Donald Briggs, Lawrence Fletcher, Jean Carson, Betty Furness (se stessa - annunciatrice sponsor)

## Shadow and Substance
- Diretto da:
- Scritto da:

### Trama
- Interpreti: Leo G. Carroll, Margaret Phillips, Betty Furness (se stessa - annunciatrice sponsor)

## Flowers from a Stranger
- Diretto da:
- Scritto da:

### Trama
- Interpreti: Felicia Montealegre (Lorna Baylor / Lorna Deschamps), Yul Brynner (dottor Nestri), Robert Duke (Kim), Bill Arthur, Joe Boland, Virginia Dwyer, Brill Catherine, Lois Nettleton, Ethel Remey, Katherine Meskill, Paul Brenson (annunciatore , voce), Betty Furness (se stessa - annunciatrice sponsor)

## The Dybbuk
- Diretto da:
- Scritto da:

### Trama
- Interpreti: Mary Sinclair (Leah), James Lanphier (Channon), Arnold Moss (Rabbi Aesrael), Betty Furness (se stessa - annunciatrice sponsor), Frieda Altman (Frade), Maurice Franklin, Earl George, Frank Harrison, Ferdi B. Hoffman, Henry Lascoe, David Opatoshu (Reb Sender), Joe Silver

## Boy Meets Girl
- Diretto da:
- Scritto da:

### Trama
- Interpreti: Hume Cronyn (Ben Hecht), Michael Harvey (Charles MacArthur), Edward Andrews (C. Elliot Friday), Francis Compton (Larry Toms), Betty Furness (se stessa - annunciatrice sponsor)

## Smoke
- Diretto da:
- Scritto da:

### Trama
- Interpreti: Leueen MacGrath, Charlton Heston, Josephine Brown, Mary Sinclair, Ferdi B. Hoffman, Guy Spaull, Betty Furness (se stessa - annunciatrice sponsor)

## June Moon
- Diretto da:
- Scritto da:

### Trama
- Interpreti: Glenda Farrell, Joshua Shelley, Edward Andrews, Jean Carson, Jack Lemmon, Eva Marie Saint, Carl Kent, Henry Lascoe, David Opatoshu, Natalie Priest, Philip Sterling, Paul Brenson (annunciatore , voce), Betty Furness (se stessa - annunciatrice sponsor)

## The Shadowy Third
- Diretto da:
- Scritto da:

### Trama
- Interpreti: Helmut Dantine (dottor Roland Maradick), Frances Fuller (Mrs. Maradick), Margaret Phillips (Margaret Randolph), Sandra Ann Wigginton (Miss Hemphill), Betty Furness (se stessa - annunciatrice sponsor)